# Riksserien 2012/2013
Riksserien 2012/2013 var den sjätte säsongen av Riksserien, damernas högsta serie i ishockey. Serien bestod av åtta lag som mötte varandra hemma och borta två gånger, vilket gav totalt 28 omgångar och som spelades mellan september 2012 och mars 2013. Seger efter ordinarie tid gav tre poäng, seger efter sudden death eller straffar gav två poäng, förlust efter sudden death eller straffar gav en poäng och förlust efter ordinarie tid gav noll poäng.
HV71 gjorde denna säsong debut i Riksserien efter att ha kommit tvåa i kvalserien i mars 2012.

## Deltagande lag
| Lag                   | Arena            | Placering 2011/2012               |
| --------------------- | ---------------- | --------------------------------- |
| AIK                   | Ritorps Ishall   | 4 (Kvartsfinal)                   |
| Brynäs IF             | Läkerol Arena    | 1 (Final)                         |
| HV71                  | Kinnarps Arena   | 2:a i AllEttan (2:a i Kvalserien) |
| Leksands IF           | Tegera Arena     | 7 (1:a i Kvalserien)              |
| Linköpings HC         | Stångebro Ishall | 5 (Semifinal)                     |
| MoDo Hockey           | Kempehallen      | 2 (Final)                         |
| Munksund-Skuthamns SK | LF Arena         | 6 (Semifinal)                     |
| Segeltorps IF         | Segeltorpshallen | 3 (Kvartsfinal)                   |

## Tabell

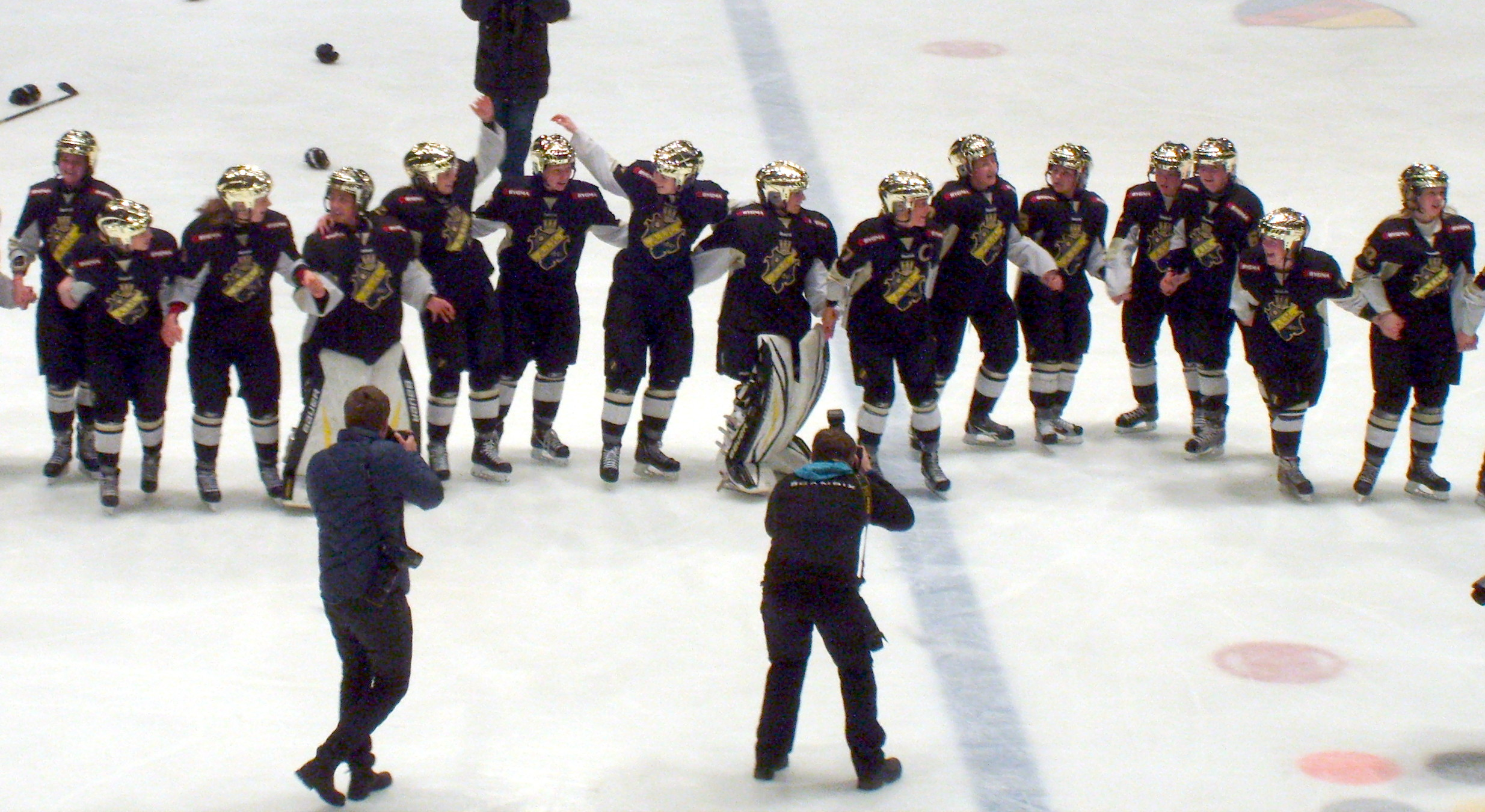
AIK Ishockey Damer blir svenska mästarinnor säsongen 2012/2013 på Johanneshovs isstadion

| Nr | Lag                   | S  | V  | ÖV | ÖF | F  | GM  | IM  | MS   | P  |
| -- | --------------------- | -- | -- | -- | -- | -- | --- | --- | ---- | -- |
| 1  | Modo (RM)             | 28 | 20 | 0  | 2  | 6  | 99  | 40  | +59  | 62 |
| 2  | AIK                   | 28 | 18 | 1  | 1  | 8  | 97  | 49  | +48  | 57 |
| 3  | Brynäs IF             | 28 | 16 | 4  | 1  | 7  | 99  | 52  | +47  | 57 |
| 4  | Linköpings HC         | 28 | 17 | 2  | 2  | 7  | 105 | 61  | +44  | 57 |
| 5  | Munksund-Skuthamns SK | 28 | 12 | 2  | 2  | 12 | 77  | 86  | −9   | 42 |
| 6  | Leksands IF           | 28 | 12 | 1  | 1  | 14 | 81  | 76  | +5   | 39 |
| 7  | Segeltorps IF         | 28 | 5  | 1  | 2  | 20 | 49  | 104 | −55  | 19 |
| 8  | HV71                  | 28 | 0  | 1  | 1  | 26 | 26  | 165 | −139 | 3  |

### Matchöversikt
Hemmalaget är listat i den vänstra spalten.
| Riksserien 2012/2013  | AIK         | BIF               | HV71             | LIF               | LHC               | MoDo              | MSSK              | Segeltorps IF    |
| --------------------- | ----------- | ----------------- | ---------------- | ----------------- | ----------------- | ----------------- | ----------------- | ---------------- |
| AIK                   | X           | 1 - 3 2 - 1       | 6 - 1 5 - 1      | 4 - 2 2 - 5       | 2 - 1 (sd) 5 - 2  | 3 - 2 3 - 1       | 9 - 1 1 - 2 (str) | 2 - 1 4 - 0      |
| Brynäs IF             | 2 - 1 1 - 4 | X                 | 7 - 0 11 - 0     | 4 - 3 (sd) 3 - 1  | 3 - 2 (sd) 4 - 2  | 2 - 5 4 - 3 (str) | 7 - 1 8 - 0       | 3 - 2 2 - 1      |
| HV71                  | 0 - 5 0 - 8 | 1 - 5 1 - 6       | X                | 2 - 6 0 - 5       | 2 - 4 1 - 11      | 2 - 3 0 - 7       | 2 - 9 0 - 5       | 1 - 5 0 - 4      |
| Leksands IF           | 1 - 4 2 - 5 | 2 - 4 3 - 0       | 6 - 1 3 - 2      | X                 | 3 - 2 1 - 6       | 2 - 3 1 - 3       | 4 - 2 3 - 4       | 1 - 0 9 - 2      |
| Linköpings HC         | 2 - 0 1 - 5 | 3 - 2 4 - 3 (str) | 6 - 2 9 - 0      | 4 - 3 3 - 2       | X                 | 2 - 5 3 - 1       | 3 - 5 4 - 2       | 3 - 1 10 - 0     |
| MoDo Hockey           | 3 - 1 0 - 1 | 3 - 0 3 - 1       | 11 - 0 4 - 0     | 4 - 1 3 - 1       | 4 - 3 2 - 3       | X                 | 4 - 1 4 - 0       | 5 - 1 2 - 3 (sd) |
| Munksund-Skuthamns SK | 5 - 3 4 - 3 | 1 - 3 3 - 4 (sd)  | 2 - 1 3 - 2 (sd) | 1 - 3 3 - 1       | 2 - 3 (str) 1 - 3 | 0 - 2 1 - 0       | X                 | 5 - 0 4 - 1      |
| Segeltorps IF         | 3 - 2 1 - 6 | 0 - 3 1 - 5       | 7 - 1 2 - 3 (sd) | 3 - 4 (str) 2 - 3 | 0 - 2 0 - 4       | 1 - 6 0 - 6       | 7 - 2 1 - 8       | X                |

## Slutspel

### Kvartsfinaler
| Match                                             | Resultat    |
| ------------------------------------------------- | ----------- |
| Munksund-Skuthamns SK–Linköpings HC 0–2 i matcher |             |
| Munksund-Skuthamn–Linköping                       | 0–2         |
| Linköping–Munksund-Skuthamn                       | 2–1 (e str) |
| Leksands IF–Brynäs IF 1–2 i matcher               |             |
| Leksand–Brynäs                                    | 2–1 (sd)    |
| Brynäs–Leksand                                    | 3–2         |
| Brynäs–Leksand                                    | 5–0         |

### Semifinaler
| Match                               | Resultat    |
| ----------------------------------- | ----------- |
| Linköpings HC–AIK 0–2 i matcher     |             |
| Linköping–AIK                       | 1–2 (sd)    |
| AIK–Linköping                       | 1–0         |
| Brynäs IF–MoDo Hockey 1–2 i matcher |             |
| Brynäs–MoDo                         | 1–0 (e str) |
| MoDo–Brynäs                         | 5–1         |
| MoDo–Brynäs                         | 2–3         |

### Final
| AIK–Brynäs IF 2–1                  |
| 1–0: Sabina Küller, AIK, 19:10     |
| 2–0: Line Bialik Öien, AIK, 25:56  |
| 2–1: Lina Wester, Brynäs IF, 29:00 |